# Zípce
Zípce jsou zaniklá vesnice v současném okrese Praha-východ. Nacházela se v území dnešní obce Zápy, přibližně pět set metrů západně od sídla, části Ostrov. Ves se skládala z tvrze, rybníka a několika dalších dědin. Zanikla v období raného novověku.

## Historie
Písemné zmínky o vsi se objevují kolem roku 1400, kdy byl tamní zpustlý dvůr boleslavského probošta pronajat Prudotovi z Veitmile. Nejprve je zmiňován pouze dvůr, ale roku 1466 zapsal král Jiří z Poděbrad tamní pustou tvrz Maršovi z Lazec. Již za husitských válek byly Zípce zastaveny Brandejské kapitule. K Zápům byly připojeny roku 1576, kdy byly koupeny Mikuláš Bryknarem z Brukštejna. V roce 1603 byly koupeny hejtmanem Kašparem z Milštejna a připojeny k Ostrovu (dnes také součást Záp). V dalším období ves zanikla. Ještě v Josefínském katastru se objevuje název pozemku Zibce a  také V Zípcích a Zípecký rybník. Vykopávky v roce 1874 odhalily pozůstatky sklepů a posléze objevil J. V. Prášek městiště původní tvrze.
Název vsi se vyskytuje také ve tvarech Ziepec, Ziepcie nebo Žepce, což etymologicky znamená „Malé Zápy“.

## Současný stav
Ves zanikla beze stop a na jejím místě jsou dnes pole. Jediným pozůstatkem vsi je místní název V zíbcích, který označuje stráň vrchu, na jehož úbočí se ves nacházela.